# Павловића мост
Павловића мост или Павловића ћуприја је мост на ријеци Дрини који спаја Семберију са Мачвом. Мост се налази у близини насељеног мјеста Слобомир, у Републици Српској, БиХ и у селу Бадовинци, у Републици Србији.

## Историја
Мост је подигао српски привредник Слободан Павловић. Темељи за изградњу су постављени 1991, а мост је завршен 28. августа 1996. године.